# Amda Jesus
Amda Jesus (äthiop. ዓምደ ኢየሱስ, „Stütze Jesus“; Thronname Badel Nan በድል ናኝ) war von 1433 bis 1434 Negus Negest (Kaiser) von Äthiopien sowie ein Mitglied der Solomonischen Dynastie. Er war der jüngere Sohn von Takla Mariam.
E. A. Wallis Budge hält fest, dass Amda Jesus acht Monate herrschte, ohne Nachkommen zu hinterlassen. Die Chroniken enthalten keine Information über sein Handeln und die rasche Abfolge der Herrscher auf dem Thron verblüffte selbst Al-Maqrīzī.